# オール・アイ・インテンディド・トゥ・ビー
『オール・アイ・インテンディド・トゥ・ビー』(All I Intended to Be) は、エミルー・ハリスにとって25枚目の、ノンサッチ・レコードからは3枚目のリリースとなるスタジオアルバムである。アメリカ合衆国では2008年6月10日にリリースされた。ビルボード200へ22位で初登場し、1981年にリリースされた『エヴァンジェリン』以来、ハリスのソロアルバムとしては最も高位となるトップカントリーアルバムの4位に達した。Nielsen SoundScanによると、2014年現在、米国で153,973枚を売り上げている。

## アルバムの情報
| 専門評論家によるレビュー         | 専門評論家によるレビュー |
| レビュー・スコア                 | レビュー・スコア         |
| 出典                             | 評価                     |
| -------------------------------- | ------------------------ |
| オールミュージック               | [ 5 ]                    |
| ビルボード                       | (critics’ choice)        |
| Crawdaddy!                       | favorable                |
| エンターテイメント・ウィークリー | (A–)                     |
| モジョ                           | 21 May 2008              |
| Orlando Sentinel                 | [ 9 ]                    |
| Q                                | p 103, July 2008         |
| PopMatters                       | [ 10 ]                   |
| Slant Magazine                   | [ 11 ]                   |
| タイムズ                         | [ 12 ]                   |
| The Austin Chronicle             | [ 13 ]                   |
| Uncut                            | [ 14 ]                   |

 ハリスはによると “Sailing Round the Room” はテリー・スキアーボに触発され、生と死を祝うものであると述べた。“How She Could Sing the Wildwood Flower” は、APとサラ・カーターの関係を指し、ハリスがケイト&amp;アンナ・マクギャリグルとともにテレビで見たドキュメンタリーに触発されている。“Gold” ではドリー・パートンとヴィンス・ギルによるゲストボーカルをフィーチャーし、“Old Five and Dimers Like Me” と "Beyond the Great Divide" はジョン・スターリングとのデュエットである。“Moon Song” は、ハリスの親友であるパティ・グリフィンによって書かれ、2007年のアルバム Children Running Through にiTunesのボーナストラックとして収録されている。
このアルバムは、Qの2008年ベストアルバム50で49位となった。
アルバムはまた、2009年グラミー賞のベストコンテンポラリーフォーク/アメリカーナ・アルバムの分野でのグラミー賞にノミネートされた。
タイトルは "Old Five and Dimers Like Me" の最後の行からとられている。

## トラックリスト
| #   | タイトル                                                                                     | 作詞 | 作曲・編曲 | 時間 |
| --- | -------------------------------------------------------------------------------------------- | ---- | ---------- | ---- |
| 1.  | 「Shores of White Sand (Karen Brooks cover)」(Jack Wesley Routh)                             |      |            | 4:22 |
| 2.  | 「Hold On」(Jude Johnstone)                                                                  |      |            | 4:35 |
| 3.  | 「Moon Song」(Patty Griffin)                                                                 |      |            | 4:06 |
| 4.  | 「Broken Man’s Lament (Mark Germino cover)」(Mark Germino)                                   |      |            | 5:05 |
| 5.  | 「Gold」(Emmylou Harris)                                                                     |      |            | 3:32 |
| 6.  | 「How She Could Sing the Wildwood Flower」(Emmylou Harris, Kate McGarrigle, Anna McGarrigle) |      |            | 3:44 |
| 7.  | 「All That You Have Is Your Soul (Tracy Chapman cover)」(Tracy Chapman)                      |      |            | 4:41 |
| 8.  | 「Take That Ride」(Emmylou Harris)                                                           |      |            | 3:39 |
| 9.  | 「Old Five and Dimers Like Me (Tom T. Hall & Billy Joe Shaver cover)」(Billy Joe Shaver)     |      |            | 4:16 |
| 10. | 「Kern River (Merle Haggard cover)」(Merle Haggard)                                          |      |            | 4:03 |
| 11. | 「Not Enough」(Emmylou Harris)                                                               |      |            | 3:25 |
| 12. | 「Sailing Round the Room」(Emmylou Harris, Kate McGarrigle, Anna McGarrigle)                 |      |            | 5:31 |
| 13. | 「Beyond the Great Divide (Karen Brooks cover)」(J.C. Crowley, Jack Wesley Routh)            |      |            | 4:26 |

## パーソネル
- エミルー・ハリス – ボーカル、アコースティックギター（1-13）、ハーモニー（2-4、6-13）
- ブライアン・エイハーン – 12弦ギター（1、6）、バリトンエレクトリックギター（4、7、12）、Tac-Tacベース（5）、Afuche（5）、Earthwoodベース（6、11）、バンジョー（6）
- ティム・グッドマン – アコースティックギター（1）
- エモリー・ゴーディ・ジュニア – ベース（1）
- ジム・ホーン – リコーダー（1）
- キース・クヌーセン – ドラムス（1）
- ジョン・マクフィー – コルドボックスとエレキギター（1）
- ビル・ペイン – キーボード（1）
- リン・ランガム – バッキングボーカル（1）
- ジャック・ラウス – バッキングボーカル（1）
- ランディ・シャープ – バッキングボーカル、ボーカルアレンジ（1）
- グレン・D.ハーディン – キーボード（2、4、5、7、8）
- グレッグ・ライツ - スライドエレキギター（2）、スティールギター（5、8、10、13）、Weisenborn （8,11）、マンドロンチェロ（11）
- バディ・ミラー – バッキングボーカル（1）、ハーモニーボーカル（2）、ボーカル（8）
- ハリー・スティンソン – ドラムス（2、4-8、12）
- ケニー・ヴォーン – エレキギター（2、4、5、7、8）
- グレン・ワーフ – ベース（2、4、5、7、8）
- スティーブ・フィッセル – スチール（3、7、12）
- メアリー・アン・ケネディ – ハーモニー・ボーカル、マンドリン（3、11）
- フィル・マデイラ – アコーディオン（3、9、10、12、13）
- デビッド・ポメロイ – ベース（3、12）
- パムローズ – ハーモニーボーカル、アコースティックギター（3、11）
- パトリック・ウォーレン – キーボード（3、6、11、12）
- カレン・ブルックス – バッキングボーカル（1）、ハーモニーボーカル（4、7）
- ドリー・パートン – ハーモニーボーカル（5）
- ビンス・ギル – ハーモニー・ボーカル（5）
- ケイト・マクギャリグル – ボーカル（3、6、12）、ガット弦ギター（6、12）、バンジョーソロ（6）
- アンナ・マクギャリグル – ボーカル（3、6、12）
- マイク・オールドリッジ – ボーカル、ドブロ（9、10、13）
- ジョン・スターリング – ボーカル、アコースティックギター（9、10、13）
- スチュアート・ダンカン – マンドリン（9、10、13）
- ファッツ・カプリン – マンドリン（9）
- マーク・ベル – サウンドエンジニア（6、12）

## リリース履歴
| 領域             | 日付          |
| ---------------- | ------------- |
| オランダ         | 2008年6月6日  |
| ベルギー         | 2008年6月6日  |
| アイルランド     | 2008年6月6日  |
| イギリス         | 2008年6月9日  |
| ノルウェー       | 2008年6月9日  |
| デンマーク       | 2008年6月9日  |
| ポルトガル       | 2008年6月9日  |
| ギリシャ         | 2008年6月9日  |
| アメリカ         | 2008年6月10日 |
| カナダ           | 2008年6月10日 |
| スウェーデン     | 2008年6月11日 |
| ドイツ           | 2008年6月13日 |
| イタリア         | 2008年6月13日 |
| スイス           | 2008年6月13日 |
| オーストリア     | 2008年6月13日 |
| オーストラリア   | 2008年6月14日 |
| ニュージーランド | 2008年6月14日 |

## チャートでのパフォーマンス
| チャート（2008）                                   | 最高位 |
| -------------------------------------------------- | ------ |
| アメリカ合衆国 ビルボード トップカントリーアルバム | 4      |
| アメリカ合衆国 ビルボード Billboard 200            | 22     |